# Себекхотеп I
Себекхотеп I — давньоєгипетський фараон з XIII династії.

## Життєпис
Відомо, що Себекхотеп I не був царського походження. Про нього, як і про інших фараонів XIII династії, відомо доволі мало. Імовірно, правив він дуже нетривалий час. Однак, він згадується у Карнакському списку (під іменем Хаї-анкх-Ра) й Туринському царському папірусі.
Також ім'я фараона зустрічається на кількох рельєфах з Абідоса: імовірно, Себекхотеп збудував там невелике святилище.
2014 року група археологів з Пенсильванського університету виявила гробницю Себекхотепа I. Ідентифікувати усипальницю вчені змогли завдяки виявленим там плитам із висіченим на них іменем Себекхотепа I, а також завдяки малюнкам, які зображують фараона таким, що сидить на троні. Саркофаг перебував біля основи піраміди, яка нині є майже цілком зруйнованою.